# 快餐店霸凌事件
《快餐店霸凌事件》（英語：Compliance）是一部2012年美國驚悚片，由克雷格·卓貝編劇並執導，安·多德、黛琳瑪·沃克、帕特·希利和比爾·坎普主演。這部電影的情節很大程度上取材於2004年肯塔基州芒特华盛顿發生的一起真實的脫衣搜身電話騙局。在電影和真实事件中，一個冒充警察的人打電話說服了一名餐廳經理，同其他人一起對無辜員工執行非法的侵入性程序。
《快餐店霸凌事件》於2012年1月21日在圣丹斯电影节全球首映，2012年8月17日由木蘭影業公司全面上映。多德凭經理桑德拉一角榮獲國家評論協會最佳女配角獎。

## 剧情
某快餐店经理桑德拉接到一个自称丹尼尔斯警官的电话。他声称正在与地区经理联系，询问一位顾客当天被一名员工偷钱的事情。丹尼尔斯说，他将保持电话在线，而桑德拉则要扣留这名员工直到警察到来。桑德拉根据描述认为贝姬就是嫌疑人，丹尼尔斯确认了这个名字。
桑德拉将贝姬带到餐厅办公室。贝姬否认盗窃。在丹尼尔斯的授意下，桑德拉搜查了贝姬的口袋和钱包，但一无所获。丹尼尔斯叫她当着另一名员工马蒂的面对贝姬进行脱衣搜身，或者还有另一条路就是让贝姬去坐牢。丹尼尔斯告诉桑德拉，他和其他警官正在搜查贝姬的家，因为他们怀疑贝姬的兄弟参与了毒品交易，而贝姬也可能牵涉其中。他让桑德拉把贝姬的衣服装进一个袋子里，然后拿到车上等待警察前来检查。
因为餐厅很忙，桑德拉必须要继续管理餐厅。出于“安全原因”，丹尼尔斯规定要由一名男性员工看管贝姬，于是另一名员工凯文被叫来，但他质疑丹尼尔斯的指示并离开了。于是桑德拉的未婚夫范接手，因为开车来餐厅前喝了不少啤酒，在丹尼尔斯的压力下，范让贝姬裸体开合跳，谎称是为了甩出藏在她身体里的违禁品。贝姬提出抗议后，丹尼尔斯让范打了她的屁股。最后，贝姬被迫为范口交。范带着愧疚离开了，由看門人哈罗德接替。哈罗德对丹尼尔斯的指示感到愤怒，便告诉了桑德拉。桑德拉给地区经理打了电话，地区经理告诉她，他对所谓调查一无所知。
警方发现其他地方也发生过类似事件，最终透过监控录像确认了丹尼尔斯的身份并将其逮捕。他的真实身份其实是電話推銷員。贝姬会见了一名律师，讨论起诉桑德拉或整个连锁快餐店集團的选择。桑德拉现在失业了，也不再和范见面，她告诉记者自己是个无辜的受害者。

## 演员

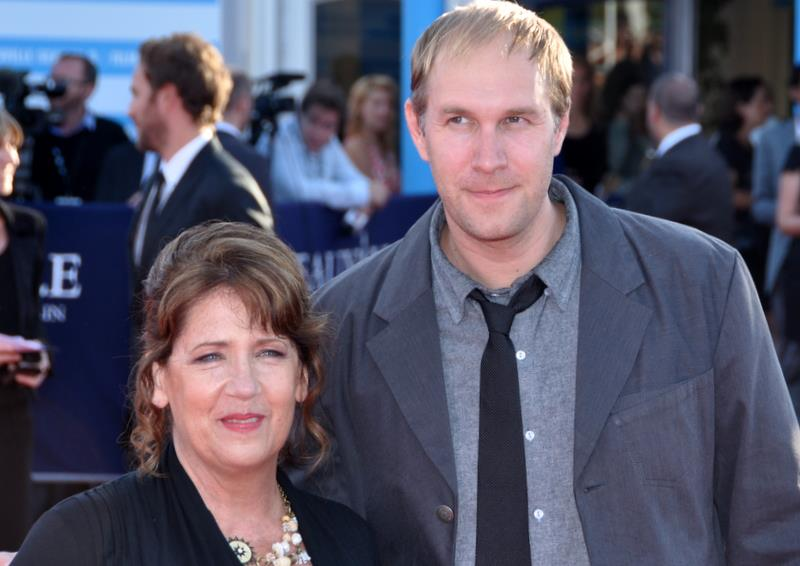
主演安·多德和導演克雷格·卓貝在2012年多维尔美国电影节宣傳該片

- 安·多德 饰 桑德拉·弗鲁姆
- 黛琳瑪·沃克（英语：Dreama Walker） 饰 贝姬
- 帕特·希利（英语：Pat Healy (actor)） 饰 來電者（「丹尼尔斯警官」）
- 比爾·坎普（英语：Bill Camp） 饰 范
- 菲利普·埃丁格（英语：Philip Ettinger） 饰 凯文
- 詹姆斯·麥卡菲 饰 尼尔斯警探
- 愛希莉·艾金森（英语：Ashlie Atkinson） 饰 马蒂
- 斯蒂芬·佩恩 饰 哈罗德

## 发行
《快餐店霸凌事件》於2012年1月在圣丹斯电影节首映。本片於2012年8月17日開始在美國有限上映。2013年3月22日由Soda Pictures在英國和愛爾蘭發行。

## 评价
這部電影獲得了普遍的好評，多德飾演的受操縱的餐廳經理受到了評論界的好評，為她贏得了國家評論協會最佳女配角獎。评论聚合网站爛番茄報告稱，基於140條評論，其支持率為89%，平均評分為7.5/10。該網站的共識是：“以聰明、敏感的導演和出色的表演為基礎，《快餐店霸凌事件》是一部從頭條新聞中摘下來的驚悚片，既扣人心弦，又令人不安”。在Metacritic上，根據32條評論，得分為68/100分，表示「總體好評」。
在2012年圣丹斯电影节的首映式上，《快餐店霸凌事件》遭到了爭議，有觀眾在電影問答環節中退場和发生爭吵。